# 威省

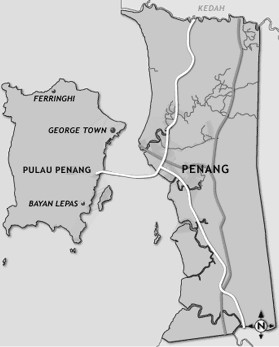
威省是槟城州槟岛对岸的部分

威省，全名威斯利省，是马来西亚州属槟城州在马来半岛上的区域，行政上分辖3个县及隶属于威省市政厅。吉打马来人原称此地为“诗布朗北赖”（Seberang Perai），曾属于吉打王国。1800年，英国殖民此地，改称英文名「Province Wellesley」，当时的华人译为威尔斯利省，简称威省。马来亚于1957年8月31日独立后，此地即恢复马来名Seberang Perai，但Province Wellesley还是有人继续使用1，而华人至今仍然沿用中文名威省。

## 地理
威省最大的镇为北海，而威省主要人口聚集的八个镇为:

### 威北
- 甲抛峇底，以马来人居多，其涵盖区域为威北县中部和北部，多为农业区，人口主要距离在市中心和柏淡区。
- 打昔汝莪，以马来人居多，其涵盖区域为威北县东部，设有火车站，华人主要居住于平安村（华人重组新村）。
- 北海，其涵盖区域为威北沿海一带和北赖一带，也是威省密度最高的区域，同时也是威省交通枢纽（铁路+渡轮）。

### 威中
- 峇东埔，其涵盖区域为北赖河中游和威中县北部，近一半是农田，主要发展集中在诗不朗再也（由州政府发展的卫星市）。
- 大山脚，以华人居多，其涵盖区域大约是整个威中县南部，也是威省发展最快速的地区，设有火车站。

### 威南
- 新邦安拔，其涵盖区域为威南县北部和东北部，打昔珍珠城和武吉淡汶为主要发展区域，设有火车站。
- 爪夷，其涵盖区域为威南县中部，同时是县府所在地，可通过峇都交湾桂花城通往槟岛峇都茅。
- 高渊，其涵盖区域为威南县北部，与霹雳巴里文打接壤，同时也是威省最南城镇，设有火车站。

威省最高峰为卓坤山，位于大山脚直落卓坤，高度为541米。

## 交通
- 威省北部的南端與檳島北部喬治市有快捷通渡輪提供往來的服務。
- 威省中部的北賴與檳島中部以檳威大橋相連接，全長13.5公里。
- 北海外环公路和北海居林大道为威省其他高速公路。
- 威省南部的峇都交湾與檳島南部以檳城第二大橋相連接，為目前东南亞最長橋梁。
- 槟城快捷通提供若干巴士干线，以及槟城州政府免费的CAT巴士服务。

## 人口
根據2010年大馬人口普查統計，威省人口為815,767人。威北區人口達288,148人，威中區擁有最多人口，即361,791。威南區則有165,828人。
威省華裔当中则以闽南人居多。每年年初會舉辦盛大的八天宫诞，當地主要通用槟城福建话（闽南语）。

## 行政区
威省分成以下三个县：
| 县名               | 马来文                                 | 县城   | 马来文、英文   | 简介 |
| ------------------ | -------------------------------------- | ------ | -------------- | --- |
| 威北县（北海县）   | Daerah Utara、Seberang Perai Utara     | 北海   | Butterworth    | 威北县的北海以工商业为主，主要工业区有位于南部的麦曼珍和海港油厂，其他地区则多为居住区和农田用途（主要是稻田）。县城北海是马来半岛北部的重要海港，县府则为甲抛峇底，是政府部门集中地。                                      |
| 威中县（大山脚县） | Daerah Tengah、Seberang Perai Tengah   | 大山脚 | Bukit Mertajam | 威中县工业发达，有北赖工业区（Prai Industrial 1,2,3和4）、槟州科学园、武吉丁雅、武吉敏惹、柔府、峇冬丁宜等工业区，县城大山脚是北馬的铁路交通换乘站，同时也是槟城高速公路的枢纽，于诗不朗再也可直通槟威大桥/南北大道和居林。 |
| 威南县（高渊县）   | Daerah Selatan、Seberang Perai Selatan | 高渊   | Nibong Tebal   | 农业发达，有大片油棕园，渔业也相较发达，其拥有全马来西亚最大的海上渔业养殖场。渔业主要位于武吉淡汶峇眼和高渊港口两地。峇都交湾为新发展城区。                                                                                |

## 历史
威省和槟岛原属吉打。1800年，吉打苏丹通过条约把威省割让给当时已管辖槟岛的英国东印度公司。威省被用来种植食物和获取水源，以供应岛上居民的需要。

## 注解
- ^  注解1：在信封上用此英文名还是能寄到目的地。